# Colletes nasutus
Colletes nasutus är en biart som beskrevs av Smith 1853. Colletes nasutus ingår i släktet sidenbin, och familjen korttungebin. Inga underarter finns listade i Catalogue of Life.